# 近鐵6400系電聯車
近鐵6400系電聯車（日语：／ Kintetsu 6400-kei densha）是近畿日本鐵道使用的通勤型電聯車，並且在南大阪線上進行運轉。6400系是為了汰換當時已服役超過30年的近鐵6800系電聯車，而於1986年3月投入南大阪線上使用的新型通勤型電聯車。
本型車是根據近鐵1420系電聯車的試運轉結果而開發出的量產型變頻器控制系統列車，也是南大阪線上首批配備閘極截止閘流體的變頻器控制系統的原型車。而近鐵6620系電聯車（日语：／ Kintetsu 6620-kei densha）則是6400系的4輛車廂為一個編組的版本。其車體採用與近鐵1400系和8810系電聯車相同的設計風格，為寬度達2800毫米的鋁合金製車廂。